# 夏尔·迪图瓦
夏尔·爱德华·迪图瓦（法語：Charles Édouard Dutoit，1936年10月7日—），瑞士指挥家。

## 生平
1936年10月7日，迪图瓦出生于瑞士洛桑。早年在洛桑音乐学院和日内瓦音乐学院学习小提琴、中提琴，后在阿尔西奥·加列拉的邀请下前往位于意大利锡耶纳的基吉亚纳音乐学院与之学习，他也曾在美国的坦格活德随查理·明希学习。他年轻时，经常参加恩奈斯特·安塞美的排练，并与之有私交。他还曾作为节日青年管弦乐队的成员，在卢塞恩与赫伯特·冯·卡拉扬有过合作。
1957年，迪图瓦以管弦乐团中提琴手的身份开始其职业生涯。1959年1月，他指挥洛桑广播电台的管弦乐队，与玛尔塔·阿赫里奇合作，作为职业指挥家首次亮相。从1959年起，他担任瑞士罗曼德管弦乐团和洛桑室内乐团的客座指挥。1964年，他成为伯尔尼交响乐团的副指挥，1967年被任命为首席指挥，直到1977年。同时他还担任苏黎世广播乐团的的指挥。1967－1970 年，他与鲁道夫·肯普一起担任苏黎世音乐厅管弦乐团的指挥；1973－1975年，担任墨西哥国家管弦乐团指挥；1975－1978年，担任哥德堡国家管弦乐团指挥。
1977年，迪图瓦被任命为蒙特利尔交响乐团的音乐总监，他一直担任该职位直到2002年。在他的领导下，这支管弦乐团成为专业评论家认为的世界上最好的乐团之一。迪图瓦与之在国外进行了广泛的巡回演出，并录制了大量唱片，其中许多唱片获得了国际奖项。1983－1986年，迪图瓦任明尼苏达管弦乐团首席客座指挥。1984年，他在伦敦科文特花园皇家歌剧院首演，1987年在纽约大都会歌剧院首演。1991－2001年，他担任法国国家管弦乐团的音乐总监。1996年，他被任命为日本广播公司NHK交响乐团的首席指挥，1998年被任命为音乐总监，与该乐团一起在欧洲、美国、中国和东南亚进行巡演。他还在美国和欧洲指挥过150多个管弦乐队。
他曾到访中国32次，为中国观众带来斯特拉文斯基的《春之祭》、布里顿的《战争安魂曲》、施特劳斯的《埃莱克特拉》和《莎乐美》等作品的中国首演。

## 个人生活
迪图瓦的第一任妻子是露丝·库里（Ruth Cury），育有一子伊万（Ivan）。1969年至1973年与钢琴家玛塔·阿赫里奇结婚，并育有一女安妮-凯瑟琳（Anne-Catherine）。他于1982年在蒙特利尔与加拿大经济学家玛丽-乔西·克拉维斯结婚。2010年，他与加拿大小提琴家尚塔尔·朱耶特结婚。
迪图瓦还是一位环球旅行家，因其对历史、考古学、政治科学、艺术和建筑的兴趣，已经到访全球 196 个国家。

## 争议

### 性骚扰和心理骚扰的指控
2017年12月，有媒體披露夏尔·迪图瓦性侵6名女音乐家及歌唱家。據指出，其行為發生於1985年至2010年期間，事件曝光後多个乐团暂停与迪图瓦的合作。12月23日，迪图瓦发表声明否认有关指控。
2018年9月，杜特華擔任聖彼得堡愛樂樂團首席客座指揮，重回大眾視野。

## 获奖与荣誉
- 1995、2000年：格莱美奖[7]
- 2014年：国际古典音乐家奖（英语：International Classical Music Awards）的终身音乐成就奖（华沙）[8]
- 2016年：南京艺术学院终身荣誉教授[9]
- 2017年：皇家爱乐协会（英语：Royal Philharmonic Society）金质奖章[10]（古典音乐界的最高荣誉之一）